# Trio por la Tria

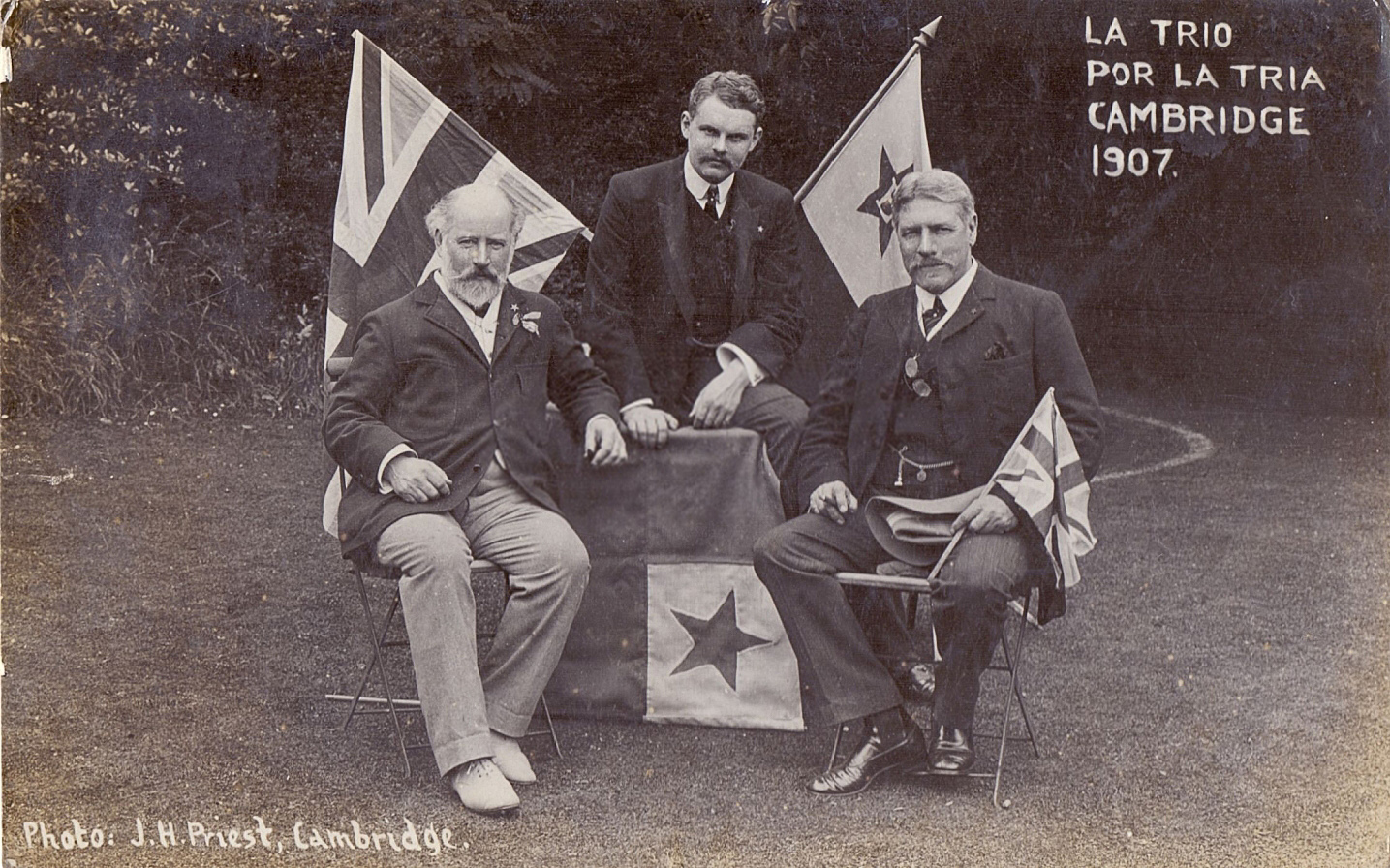
Il "Trio por la Tria"

Il Trio por la Tria ("il Trio per il Terzo [Congresso]) è stato il nome del Loka Kongresa Komitato ("Comitato Locale per il Congresso") del Congresso universale di esperanto del 1907, il terzo, tenutosi dal 12 al 17 agosto a Cambridge, nel Regno Unito. Il Comitato era composto da tre persone: George Cunningham, John Pollen e Harold Bolingbroke Mudie. Pur non essendo parte del trio, un grande contributo all'organizzazione del congresso lo ebbe anche Austin Richardson. 